# 20e cérémonie des Hong Kong Film Awards
La 20e cérémonie des Hong Kong Film Awards a eu lieu le 29 avril 2001.
Le film Tigre et Dragon de Ang Lee est récompensé de huit prix dont ceux du meilleur film et du meilleur réalisateur. Tony Leung Chiu-wai et Maggie Cheung sont récompensés des prix d'interprétation pour In the Mood for Love : il reçoit le prix pour la troisième fois et elle le reçoit pour la sixième fois.

## Meilleur film
- Tigre et Dragon de Ang Lee
  - Durian Durian de Fruit Chan
  - In the Mood for Love de Wong Kar-wai
  - Jiang Hu: The Triad Zone de Dante Lam
  - Needing You... de Johnnie To et Wai Ka-fai

## Meilleur réalisateur
- Ang Lee pour Tigre et Dragon
  - Fruit Chan pour Durian Durian
  - Johnnie To et Wai Ka-fai pour Needing You...
  - Wong Kar-wai pour In the Mood for Love
  - Wilson Yip pour Juliet in Love

## Meilleur acteur
- Tony Leung Chiu-wai pour son rôle dans In the Mood for Love
  - Chow Yun-fat pour son rôle dans Tigre et Dragon
  - Andy Lau pour son rôle dans A Fighter's Blues
  - Tony Leung Ka-fai pour son rôle dans Jiang Hu: The Triad Zone
  - Francis Ng pour son rôle dans Juliet in Love

## Meilleure actrice
- Maggie Cheung pour son rôle dans In the Mood for Love
  - Sammi Cheng pour son rôle dans Needing You...
  - Qin Hailu pour son rôle dans Durian Durian
  - Michelle Yeoh pour son rôle dans Tigre et Dragon
  - Zhang Ziyi pour son rôle dans Tigre et Dragon

## Meilleur acteur dans un second rôle
- Francis Ng pour son rôle dans 2000 A.D.
  - Eason Chan pour son rôle dans Lavender
  - Chang Chen pour son rôle dans Tigre et Dragon
  - Roy Cheung pour son rôle dans Jiang Hu: The Triad Zone
  - Simon Yam pour son rôle dans Juliet in Love

## Meilleure actrice dans un second rôle
- Cheng Pei-pei pour son rôle dans Tigre et Dragon
  - Gigi Leung pour son rôle dans A War Named Desire
  - Candy Lo pour son rôle dans Time and Tide
  - Teresa Mo pour son rôle dans And I Hate You So
  - Rebecca Pan pour son rôle dans In the Mood for Love

## Meilleur scénario
- Fruit Chan pour Durian Durian
  - Chan Hing-Kai, Chin Siu-Wai (Jiang Hu: The Triad Zone)
  - Wong Kar-wai pour In the Mood for Love
  - Wai Ka-Fai, Yau Nai-Hoi pour Needing You...
  - Wang Hui-Ling, James Schamus & Tsai Kuo-Jing pour Tigre et Dragon

## Meilleur nouvel espoir
- Qin Hailu pour Durian Durian
  - Edison Chan Koon-Hei (Gen-Y Cops)
  - Candy Lo Hau-Yam pour Time and Tide
  - Candy Lo Hau-Yam (Twelve Nights)
  - Siu Bing-Lam pour In the Mood for Love
  - Alexander Wang Lee-Hom (China Strike Force)

## Meilleure photographie
- Peter Pau pour Tigre et Dragon
  - Christopher Doyle, Lee Ping-Ban pour In the Mood for Love
  - Keung Kwok-Man (A Fighter's Blues)
  - Kwan Boon-Leung (Lavender)
  - Jingle Ma Chor-Sing, Chan Kwok-Hung (Summer Holiday)

## Meilleur montage
- William Cheung Suk-Ping pour In the Mood for Love
  - Chung Wai-Chiu (A Fighter's Blues)
  - Kwong Chi-Leung (Tokyo Raiders)
  - Marco Mak Chi-Sin pour Time and Tide
  - Tim Squyres pour Tigre et Dragon

## Meilleure direction artistique
- William Cheung Suk-Ping pour In the Mood for Love
  - Cheung Sai-Wan (Summer Holiday)
  - Hai Chung-Man, Poon Chi-Wai, Wong Bing-Yiu (Lavender)
  - Tin Muk (Durian, Durian)
  - Timmy Yip pour Tigre et Dragon

## Meilleurs costumes
- William Cheung Suk-Ping pour In the Mood for Love
  - Ng Lei-Lo (Lavender)
  - Ng Lei-Lo (Tokyo Raiders)
  - Timmy Yip pour Tigre et Dragon
  - Yu Ka-On (Gen-Y Cops)

## Meilleure chorégraphie d'action
- Yuen Woo-ping pour Tigre et Dragon
  - Lee Chung-Chi (Gen-Y Cops)
  - Alien Sit Chun-Wai (Tokyo Raiders)
  - Stanley Tong Kwai-Lai, Alien Sit Chun-Wai (China Strike Force)
  - Xiong Xin-Xin pour Time and Tide

## Meilleure musique de film
- Tan Dun pour Tigre et Dragon
  - Michael Galasso pour In the Mood for Love
  - Peter Kam Pui-Tak (Summer Holiday)
  - Ng Lok Sing (Lavender)
  - Wai Kai-Leung, Jun Kung Shek Leung pour Time and Tide

## Meilleure chanson
- A love before time (de Tigre et Dragon)
  - Musique : Tan Dun, Jorge Calandrelli
  - Paroles : Lee Kar-Yeung
  - Chanteur : Coco Lee
- Black Night Please Don't Go Again (de Twelve Nights)
  - Musique : Chan Fai-Yeung
  - Paroles : Lam Jik
  - Chanteur : Eason Chan Yik-Shun
- On the Love Line (de Needing You)
  - Musique : Cacine Wong
  - Paroles : Lam Jik
  - Chanteur : Sammi Cheng Sau-Man
- Long Fa Yut Der Der (de Summer Holiday)
  - Musique & Paroles : Richie Ren, Chan Hing-Cheung, Wang Kwang-Leong
  - Chanteur : Richie Ren, Chan Hing-Cheung, Wang Kwang-Leong
- Lavender (de Lavender)
  - Musique : Ronald Ng Lok-Sing
  - Paroles : Lam Jik
  - Chanteur : Kelly Chen

## Meilleur son
- Eugene Gearty (Tigre et Dragon)
  - Hui On, Yu Ka-Lok et Martin Chappell (Time and Tide)
  - Paul Pirola (China Strike Force)
  - Tsang King-Cheung (Double Tap)
  - Tsang King-Cheung (Gen-Y Cops)

## Récompenses spéciales

### Professionalism Award
- Yuen Woo-ping

### Lifetime Achievement Award
- Bak Sheut-sin